# М120-15 «Молот»
М120-15 «Молот» — міномет калібру 120 мм українського виробництва, розроблений на основі радянського міномета 2Б11.
Виробництво міномету було налагоджене у стислі терміни, і перші поставки до Збройних сил України відбулися на початку 2016 року.
Після початку експлуатації у 2016 році, широкого розголосу набули декілька інцидентів із вибухами міномету [⇨].

## Історія

### Передумови і розробка
Задача розробити український 120-мм міномет була поставлена Міністерством оборони у травні 2015 року. За два місяці було розроблено документацію із взятого за основу радянського міномета 2Б11, і перший дослідний екземпляр було виготовлено вже 25 серпня 2015 року. Перші дослідні стволи для міномета були виготовлені на Старокраматорському машинобудівному заводі.

| Така оперативність пояснюється тим, що ми тривалий час здійснювали активні бойові дії, де інтенсивно використовувалися міномети, які виходили з ладу. |
| — джерело у командуванні РВтА, 2016 р. |

120-мм міномет «Молот» розроблений фахівцями ПАТ «Завод „Маяк“». За повідомленням виробника, на відміну від 2Б11, «Молот» роблять з новітніх сплавів, які мають подовжити йому термін експлуатації. Також повідомляється, що використані конструкторські рішення, завдяки яким знизиться частота поломок. Валерій Синіцин, головний інженер, повідомив, що ствол міномета виготовляється на заводі у Сумах, а фінальна обробка каналу ствола здійснюється методом карбонітрації, для запобігання корозії. Конкретний матеріал сплаву не розголошується.
У жовтні 2015 року повідомлялося, що «Молот» на 45 кг легший за радянського попередника, а ствол здатен витримати у півтора рази більше пострілів. Проте результати державних випробувань жовтня 2015 року показали, що міномет є трохи важчим за 2Б11 — дослідний екземпляр мав фактичну вагу 217 кг.
Вперше «Молот» презентували в рамках XII Міжнародної спеціалізованої виставки «Зброя та безпека — 2015».

### Перші поставки до війська
3 березня 2016 року ПАТ «Завод Маяк» відвантажив першу партію мінометів М120-15 «Молот» українським військовим. Повідомлялося, що зброя вітчизняного виробництва замінить радянські аналоги, які були на озброєнні української армії вже понад 50 років.
Станом на літо 2016 року вартість одного міномета становила 483 тисячі гривень.
Після завершення відомчих випробувань 120 мм міномет М120-15 «Молот», наказом Генерального штабу Збройних Сил України від 17.11.2015 № 446, був допущений до експлуатації в Збройних Силах України на особливий період.
12 липня 2018 року, після інциденту з загибеллю військовослужбовців на Рівненському полігоні, РНБО опублікувала інформацію щодо всіх інцидентів, які відбулись у ході експлуатації 120 мм мінометів у Збройних Силах України, як М120-15 «Молот», так і ще радянських 2Б11 «Сані», за період 2016—2018 років. Відповідно до цієї інформації, головними причинами трагедій є подвійне зарядження та нештатне спрацювання підривника міни, у одному випадку — бойове пошкодження міномету спричинило розрив міни у каналі ствола. У жодному випадку причиною трагедії не був сам міномет, як «Молот», так і «Сані», їх конструкція або матеріали з яких вони виготовлені.

### Призупинення експлуатації
21 серпня 2020 року пресслужба Міноборони повідомила, що у Збройних Силах України ухвалене рішення щодо припинення експлуатації мінометів калібру 120 мм М120-15 «Молот». «Міноборони, проаналізувавши негативний досвід закупівлі мінометів вітчизняного виробництва, досконало вивчило стан наявних розробок нових зразків мінометів та здійснює їх закупівлю після проведення повного комплексу випробувань та прийняття на озброєння ЗС України», — йшлося в повідомленні. Також було повідомлено, що це підтверджується закупівлею мінометів калібру 60 мм вітчизняного виробництва МП-60. «На цей час у ЗС України прийняте рішення щодо припинення експлуатації мінометів калібру 120 мм М120-15 „Молот“, з початку лютого 2020 року тривають державні випробування міномету калібру 120 мм, розробленого в рамках виконання дослідно-конструкторської роботи УПІК-120», — зазначено в повідомленні.
В жовтні 2020 року заступник генерального директора Державного концерну «Укроборонпром» Мустафа Найєм повідомив, що певна приватна компанія начебто викрала документацію на міномет «Молот», та намагалась поставити його на озброєння української армії. При цьому, «Укроборонпром» збирається представити нову, поліпшену модель 120-мм міномета до кінця 2020 року, проте він матиме іншу назву. Станом на 2020 рік випробування проходили одразу три 120-мм міномета виробництва українських компаній — «Бучарда» приватного підприємства «Старокраматорський машинобудівний завод», МП-120 від приватної компанії «Українська бронетехніка» та доопрацьований і покращений «Молот» від Укроборонпрома. Ціна мінометів українського виробництва — від 500 до 600 тисяч гривень. На той час Міноборони вже придбало 120-мм міномети ЕМ-120 виробництва компанії EMCO (Болгарія), що є аналогом 2Б11 «Сані», бо українські міномети не завершили випробування.

## Тактико-технічні характеристики
Міномет М120-15 має конструкцію гладкоствольної жорсткої системи, заряджання проводиться з дула. На дуловій частині встановлений запобіжник від подвійного заряджання. Станом на 2017, виробник заявляє, що міномет обладнаний прицілом МПМ-44М. При презентації у жовтні 2015 року приціл було повідомлено про використання прицілу MUM 706 M.
- Калібр: 120 мм;
- Вага в бойовому положенні: 210 кг;
- Скорострільність: 12 пострілів/хв;
- Дальність стрільби: 7100 м.

За словами головного інженера заводу «Маяк» Валерія Синіцина, купність стрільби міномету становить:
- на дистанції до 1500 метрів — круг 5 метрів
- на максимальній 7000 метрів — ділянка 15х25 метрів

### Після модернізації
Представлена в січні 2021 року модернізована версія має такі заявлені тактико-технічні характеристики:
- Калібр: 120+0,1 мм
- Максимальна дальність стрільби: 7100 м
- Мінімальна дальність стрільби: 480 м
- Купчастість при стрільбі на дальності 7100 м: Вд=32, Вб=15 м
- Максимальна скорострільність без виправлення наведення: 15 постріл/хв.
- Кути підвищення: від 45° до 80°
- Кути горизонтального обстрілу без перестановки двуноги: ± 5° не менше
- Кути горизонтального обстрілу з перестановкою двуноги: ± 27°не менше
- Час переведення міномета з похідного (бойового) в бойове (похідне) положення: 3 хв., не більше
- Маса міномета в бойовому положенні: 230 кг, не більше
- Збій прицілу за 10 пострілів. не повинен перевищувати: 0-02 т.д.
- Режим стрільби протягом однієї години на заряді ДЗ: 60 пострілів
- Відхилення лінії прицілювання: 0-03 т.д.
- Маса колісного ходу: 105 кг, не більше
- Бойовий розрахунок: 5 чол.

## Досвід експлуатації

### Критика
В середині липня 2016 року в засобах масової інформації з'явились повідомлення про незадовільну якість використаних матеріалів та лакофарбового покриття.
12 липня 2016 року у письмовій скарзі артилеристи зазначили, що механізм від подвійного заряджання виготовлено із загартованої сталі, що може призвести до розриву під час пострілу і поранення особового складу.
- В зв'язку з оприлюдненими зауваженнями керівництво ПАТ «Завод „Маяк“» заявило про готовність направити представників до визначеної військової частини для проведення детального аналізу дефектів та їхнього усунення. Також виробник зазначив, що під час державних випробувань міномета М-120-15 «Молот» із нього було здійснено понад 500 пострілів різноманітним зарядом. Претензій до механізмів наведення або інших вузлів виробу при цьому не виникало[19][20][21].

### Інциденти
За час експлуатації мінометів М120-15 «Молот» українськими військовими сталось декілька інцидентів.
12 липня 2018 року, за зверненням Голови Комітету з питань національної безпеки та оборони Верховної Ради України, РНБО оприлюднила документ щодо інцидентів з мінометами у Збройних силах України в 2016—2018 роках. Згідно даних документу, всього за цей час трапилося 12 інцидентів, 8 з яких були з мінометом М120-15 «Молот», а 4 — з радянським 2Б11. Причинами інцидентів з «Молотом» стали:
- 3 — подвійне заряджання
- 4 — нештатне спрацювання підривника міни та розрив її в каналі ствола
- 1 — в результаті бойового пошкодження міномету розрив міни у каналі ствола

24 листопада 2018 року видання ZAXID.NET повідомило, що в результаті дев'яти вибухів міномету «Молот», 13 військовослужбовців загинули, понад 30 отримали важкі поранення.

#### Інциденти хронологічно
25 липня 2016 року, близько 11:00, на полігоні «Широкий лан» в Миколаївській області, під час стрільб розірвався міномет М120-15 «Молот». Унаслідок вибуху загинув військовослужбовець 34 ОМПБ 57-ї бригади, ще 10 дістали поранень (один з яких 2 вересня 2016 року помер в лікувальному закладі м. Одеси).
- Генеральною прокуратурою України взято на контроль хід слідства за фактом загибелі та поранення військовослужбовців на полігоні у Миколаївській області[25]. Наприкінці вересня 2016 року стало відомо, що за висновками експертизи, вибух відбувся не через несправну конструкцію міномета. Також начальник озброєння ЗСУ Микола Шевцов заперечив, що військові зарядили у міномет дві міни. У зброї була тільки одна міна, яка виявилася несправною[26].

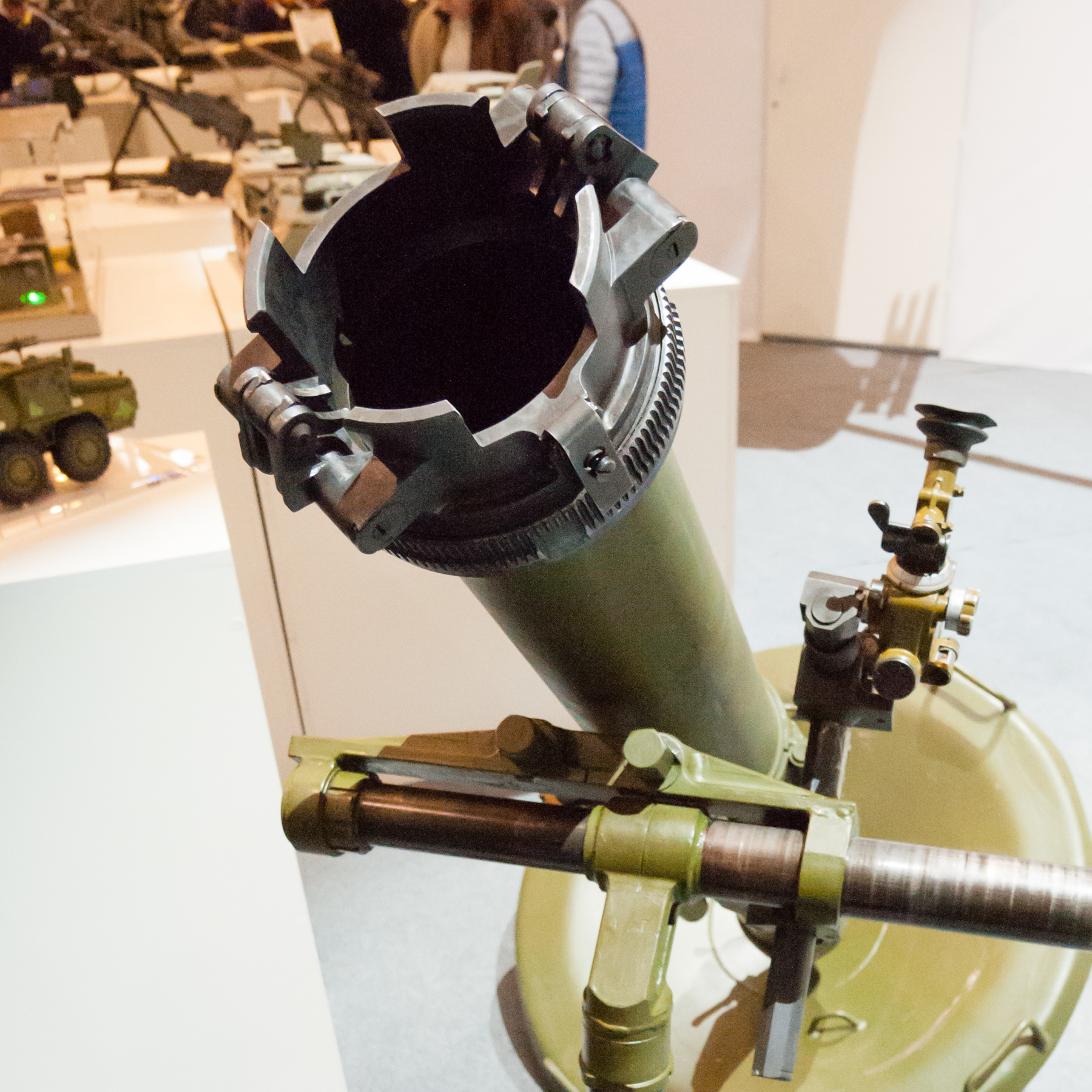
Запобіжник від подвійного заряджання. 2017 р.

У ніч з 1 на 2 листопада 2016 року через розрив міни в каналі «Молота» загинули два бійці «Айдару».
- 16 листопада 2016 на засіданні комітету з питань Нацбезпеки назвали дві ймовірні причини — через несправність самого боєприпасу, або через подвійну підзарядку.[28]
- У травні 2017 Радіо свобода опублікувала коментар головного інженера заводу «Маяк» Валерія Синіцина, в якому він сказав, що причиною загибелі бійців стало подвійне заряджання.[29]

30 березня 2017 року від вибуху міномету під Авдіївкою загинуло троє бійців.
- 4 травня 2017 Міністерство оборони повідомило, що проводиться розслідування. Дослідний зразок міномету буде доопрацьовано.[31]

6 липня 2018 року на Рівненському полігоні під час військових навчань загинуло 3 бійців від розриву міномету. Серед можливих причин трагедії була названа помилка експлуатації та подвійне заряджання міномету.
- Того ж дня, 6 липня 2018 року, Президент України тимчасово заборонив використовувати міномети «Молот» та доручив військовому керівництву розслідувати причини інциденту.[34]
- 11 липня заступник міністра оборони України Ігор Павловський на засіданні парламентського Комітету з національної безпеки і оборони повідомив, що причиною вибуху міномета «Молот» на Рівненському військовому полігоні стало подвійне заряджання: «Під час проведення слідчого експерименту було з'ясовано, що трагічний випадок стався внаслідок подвійного заряджання міномета під час проведення стрільб. При цьому встановлено, що вся зброя і боєприпаси були в технічно справному стані на час проведення стрільб»[35].
- 12 липня Ольга Решетилова з видання «Лівий берег» опублікувала невідомі подробиці інциденту. Згідно матеріалів статті, міномет, що вибухнув, був повернутий з гарантійного ремонту. Він був пошкоджений ще в 2016 році, і відремонтований у 2017 році.[36] Також було наведено свідчення пораненого бійця — за його словами, подвійного заряджання не могло бути — він бачив вихід попередньої міни, і командир міномету перевірив після того канал ствола. Коли смикнули за шнурок міномету, він побачив спалах, проте міна не вийшла зі стволу — цієї миті бійцю вистачило щоб розвернутися і зробити крок від міномету.[36]
- 16 липня міністр оборони України Степан Полторак наказав провести експертизу металу, з якого вироблено ствол міномету М-15 «Молот» на базі науково-дослідної лабораторії Національного технічного університету України «Київський політехнічний інститут імені Ігоря Сікорського»[37].

23 вересня 2018 року на Світлодарській дузі у 72-ї бригади вибухнув міномет. Двоє вояків дістали поранення і були шпиталізовані. 25 вересня з'явився офіційний документ щодо інциденту, розглядаються 5 причин події.

### Помилки використання
Взимку 2017 року з'явилося відео, де міномет підлітає в повітря після пострілу. За даними Цензор.нет, на відео було знято грубе порушення експлуатації міномета, у якого не була закріплена опорна плита.

### Позитивні відгуки
У листопаді 2016 року комбат 5-го батальйону УДА Друг Чорний повідомив про позитивний досвід використання «Молота». Він зауважив, що Україна може стати сьомою країною у світі, яка випускає міномети. За словами очільника УДА Дмитра Яроша, зброя перевершує аналоги за купністю стрільби і працює тихіше. Крім того, важливою перевагою «Молота» є можливість замовлення запчастин і комплектувальних у виробника в разі поломки.

### Реакція виробника та доопрацювання
Станом на 8 серпня 2016, за весь час випробувань було здійснено понад 1300 пострілів, при цьому, ресурс ствола заявлений 4960 пострілів. Виявлені недоліки усувають в процесі виробництва.
На початку листопада 2016 року низка народних депутатів України та журналістів відвідали військовий полігон в Дівичках, де відбуваються державні випробування міномету. На той час вже було зроблено 1932 постріли, з них 410 із далекобійним зарядом (із запланованих 4960 пострілів, 1400 з яких далекобійних).
Станом на травень 2017 року, в мінометі вдосконалили:
- компоненти колісного ходу
- запобіжник подвійного заряджання
- опорну плиту
- підйомний механізм — основну деталь, від якої залежить точність стрільби та коригування ударно-спускового механізму зброї.

У інтерв'ю з представниками заводу «Маяк» у жовтні 2017 року ті повідомили, що негативний образ міномета, який побутує в ЗМІ, невиправданий, а відомі інциденти з його використанням спричинені або помилками експлуатації, або ж використанням боєприпасів у некондиційному стані.
3 листопада 2020 року була представлена оновлена версія міномета «Молот». Було доопрацьовано механізм запобігання подвійному заряджанню задля зменшення корозії та відмови механізму запобіжника через вплив температури. Було використано окрім сталі і бронзу. Також міномету замінили опорну плиту — вона стала легшою та її можна використовувати на негрунтових поверхнях. Доопрацювали і механізм колісного ходу — він теж став значно легшим, конструкція позбулась амортизаторів, натомість тут було використано ресори, які вважаються більш довговічними.
4 січня 2021 року завод «Маяк» розпочинав процедуру постановки на озброєння міномета М-120-15 «Молот».
31 січня 2021 року було представлено модернізовану версію міномета. Тепер з'явилась можливість розміщувати його не лише на землі, а й на асфальті та бетонних плитах. Було істотно вдосконалено механізм захисту від подвійного заряджання, посилено механізм ходу з амортизаторами. На випробуваннях з оновленого міномета було зроблено п'ять тисяч пострілів.

## Оператори
- Україна: 120, станом на 2021 рік[51]
  - Збройні Сили України: замовлено 280 мінометів, очікується, що замовлення буде виконане восени 2016 року, станом на серпень 2016 було поставлено у війська 120 одиниць.[45] Наказом Генерального штабу Збройних Сил України від 17.11.2015 № 446, був допущений до експлуатації в Збройних Силах України на особливий період[10].

### Україна
В березні 2021 року, на сьомому році експлуатації завод «Маяк» розпочав гарантійні та післягарантійні ремонти мінометів М120-15 «Молот». Ремонт буде здійснюватися на підприємстві-виробнику, згідно відповідної процедури, з перевіркою процесів ремонту представником Замовника.

## Галерея

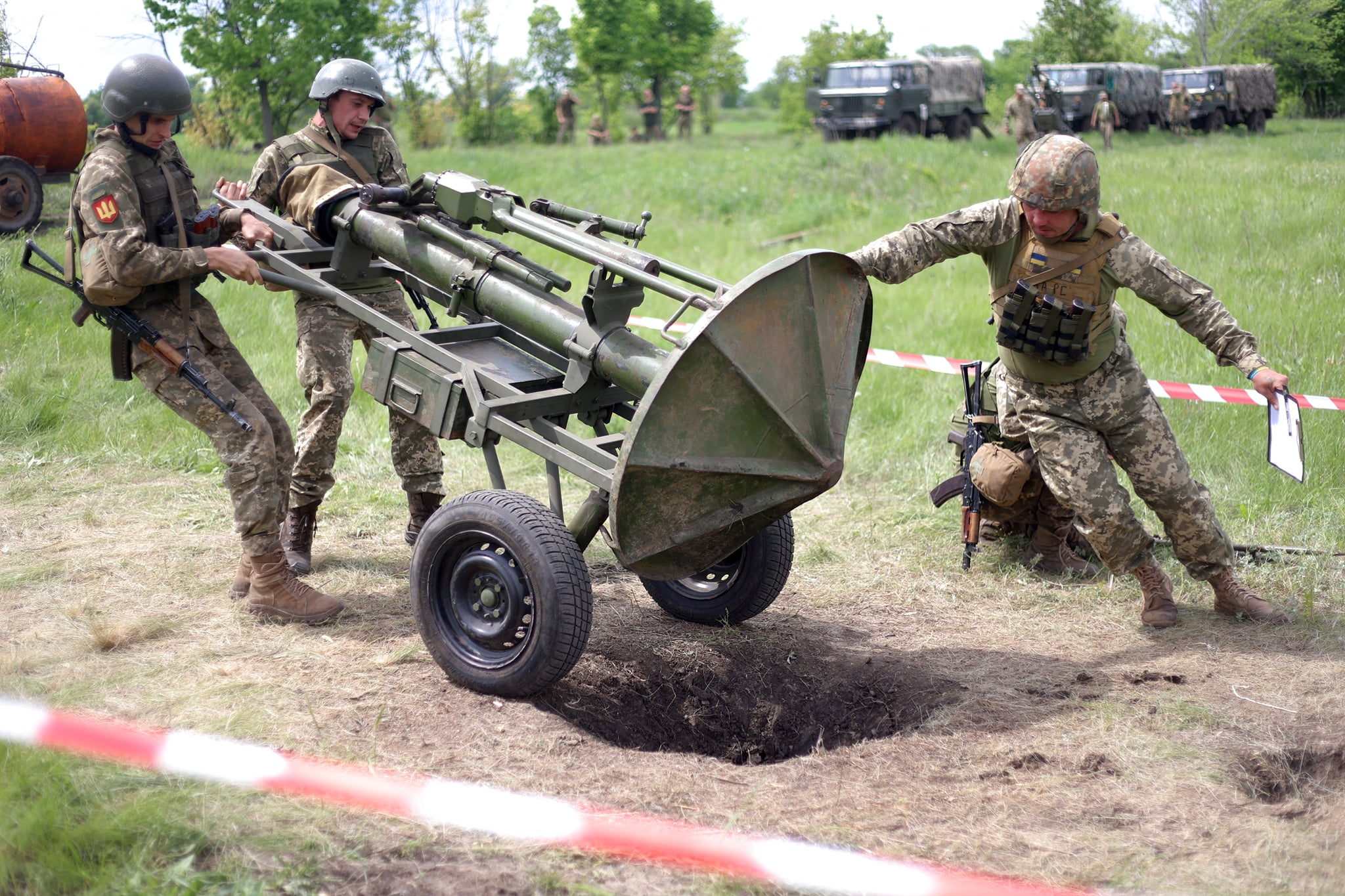
Тренування 72 ОМБр, травень 2021
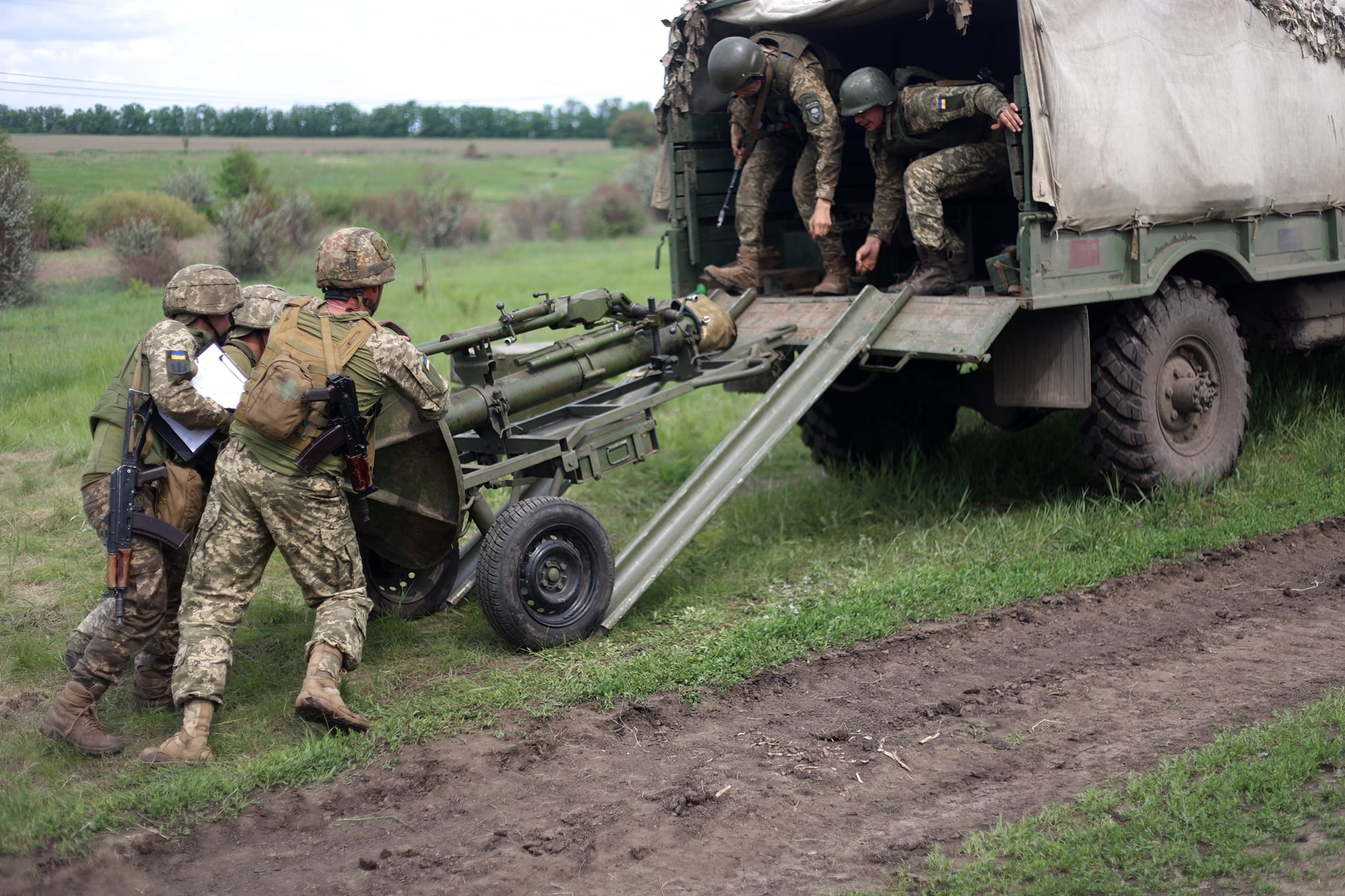
Тренування 72 ОМБр, травень 2021
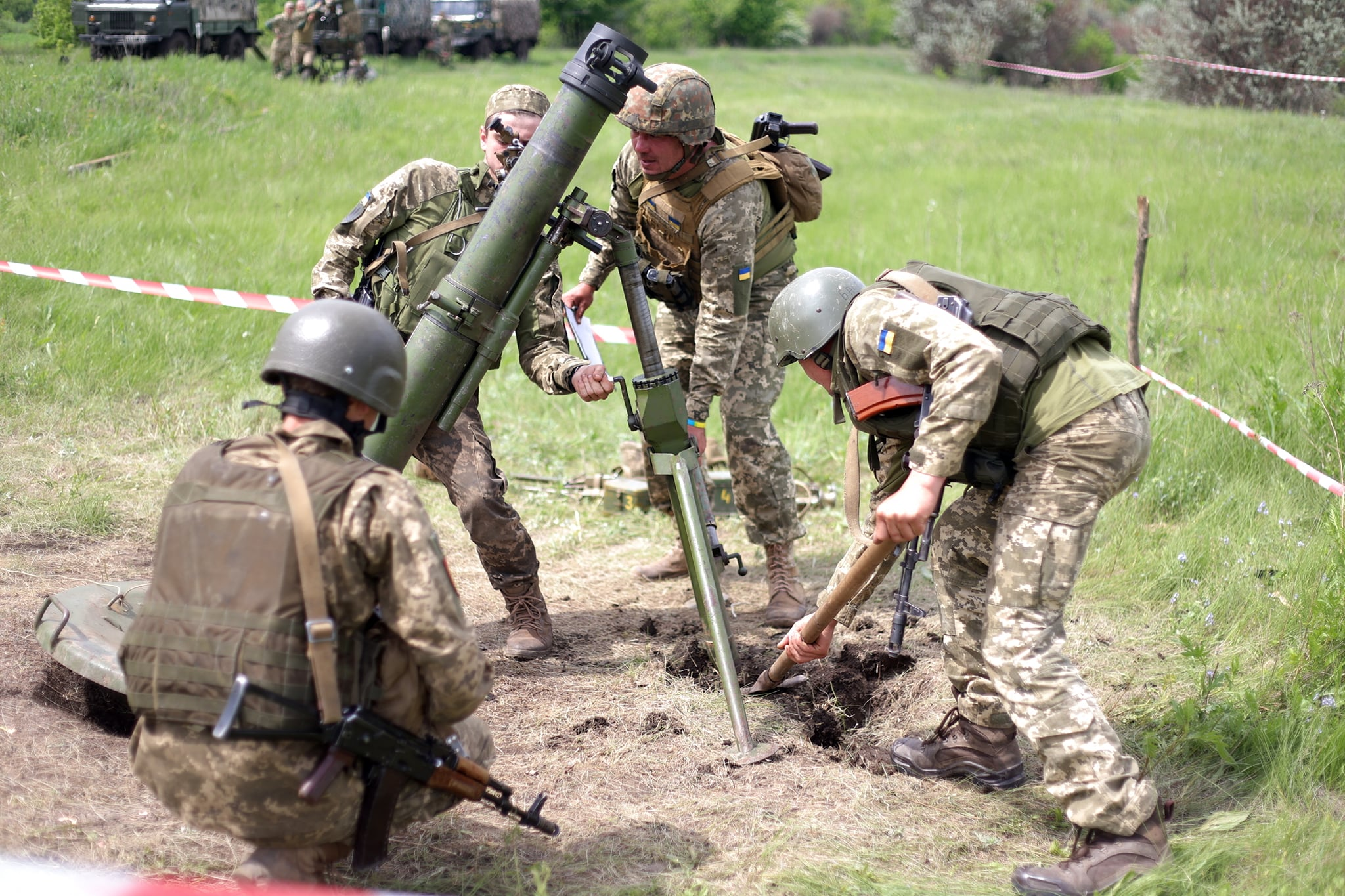
Тренування 72 ОМБр, травень 2021

## Матеріали
- Юрій Бутусов, Чи надійні українські міномети «Молот»? Інтерв'ю з технічним директором заводу «Маяк» Валерієм Синіциним [Архівовано 13 жовтня 2017 у Wayback Machine.] // Цензор.нет, 7 вересня 2016
- Левко Стек, Євген Головін, Роман Ребрій, Люди гинуть, бо «Молот» не доведений до кінця — начальник озброєння Сухопутних військ про новий український міномет [Архівовано 11 жовтня 2017 у Wayback Machine.] // Радіо Свобода, 1 травня 2017
- Сергій Згурець, Взрыв миномета «Молот». Новые детали и субъективные выводы [Архівовано 11 липня 2018 у Wayback Machine.](рос.) // Defence express, 9 липня 2018